# Ghetto Heisman
Ghetto Heisman è il secondo album solista di WC uscito il 12 novembre 2002.

## Playlist
| #  | Titolo                 | Produttori         | in collaborazione con        |
| -- | ---------------------- | ------------------ | ---------------------------- |
| 1  | Highlight Reel (Intro) | Double-E           |                              |
| 2  | Bellin'                |                    |                              |
| 3  | The Streets            | Scott Storch       | Snoop Dogg & Nate Dogg       |
| 4  | Fake Niggas(sketch)    |                    |                              |
| 5  | So Hard                | Buckwild           | Scarface                     |
| 6  | Flirt                  | Rick Rock          | Case                         |
| 7  | 187um Burgers(sketch)  |                    |                              |
| 8  | Walk                   | Battlecat          | Ice Cube & Mak 10            |
| 9  | Tears of A Killa       | Battlecat          | Butch Cassidy                |
| 10 | Da Get Together        | Flip, Tony Pizarro | Butch Cassidy                |
| 11 | Throw Ya Hood Up       | Flip, Tony Pizarro | Toofpick                     |
| 12 | Wanna Ride             | Flip, Tony Pizarro | Ice Cube & MC Ren            |
| 13 | Bang Loose             | Flip, Tony Pizarro | Dauville, Dr. Stank & Lady T |
| 14 | Get Out                | Neckbones          |                              |
| 15 | Let's Make A Deal      | DJ Crazy Toones    | Gangsta & Lina               |
| 16 | Something 2 Live 4     | Derek "LA" Johnson |                              |